# Myiopharus frontalis
Myiopharus frontalis là một loài ruồi trong họ Tachinidae.